# Colubrina texensis
Colubrina texensis är en brakvedsväxtart som först beskrevs av John Torrey och Gray, och fick sitt nu gällande namn av Samuel Frederick Gray. Colubrina texensis ingår i släktet Colubrina och familjen brakvedsväxter. Utöver nominatformen finns också underarten C. t. pedunculata.